# Friedrich Bury

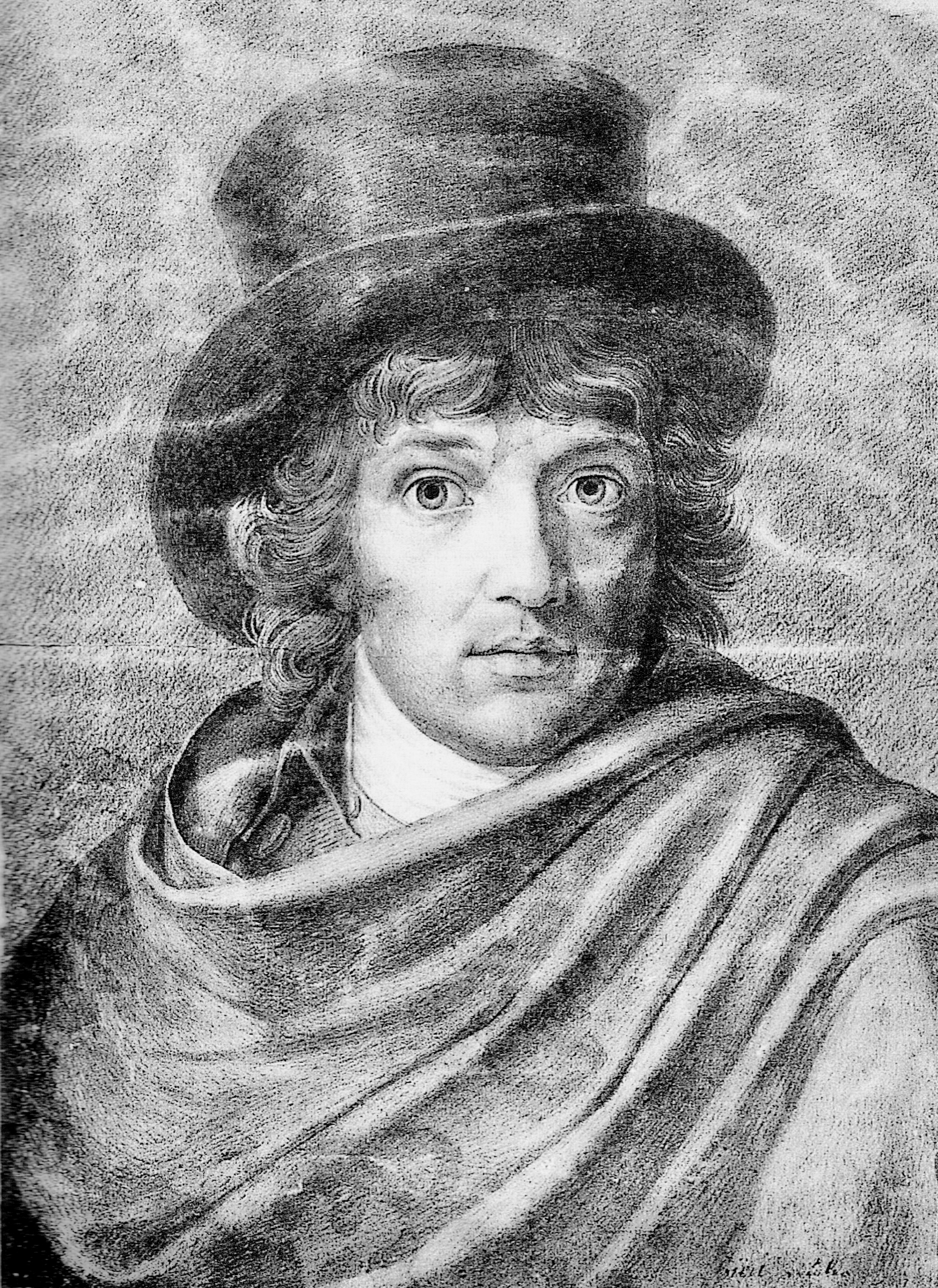
Porträt Friedrich Bury mit Kastorhut, unbekannter Maler, evtl. Selbstporträt um 1783 in Rom, oder Johann Erdmann Hummel um 1795

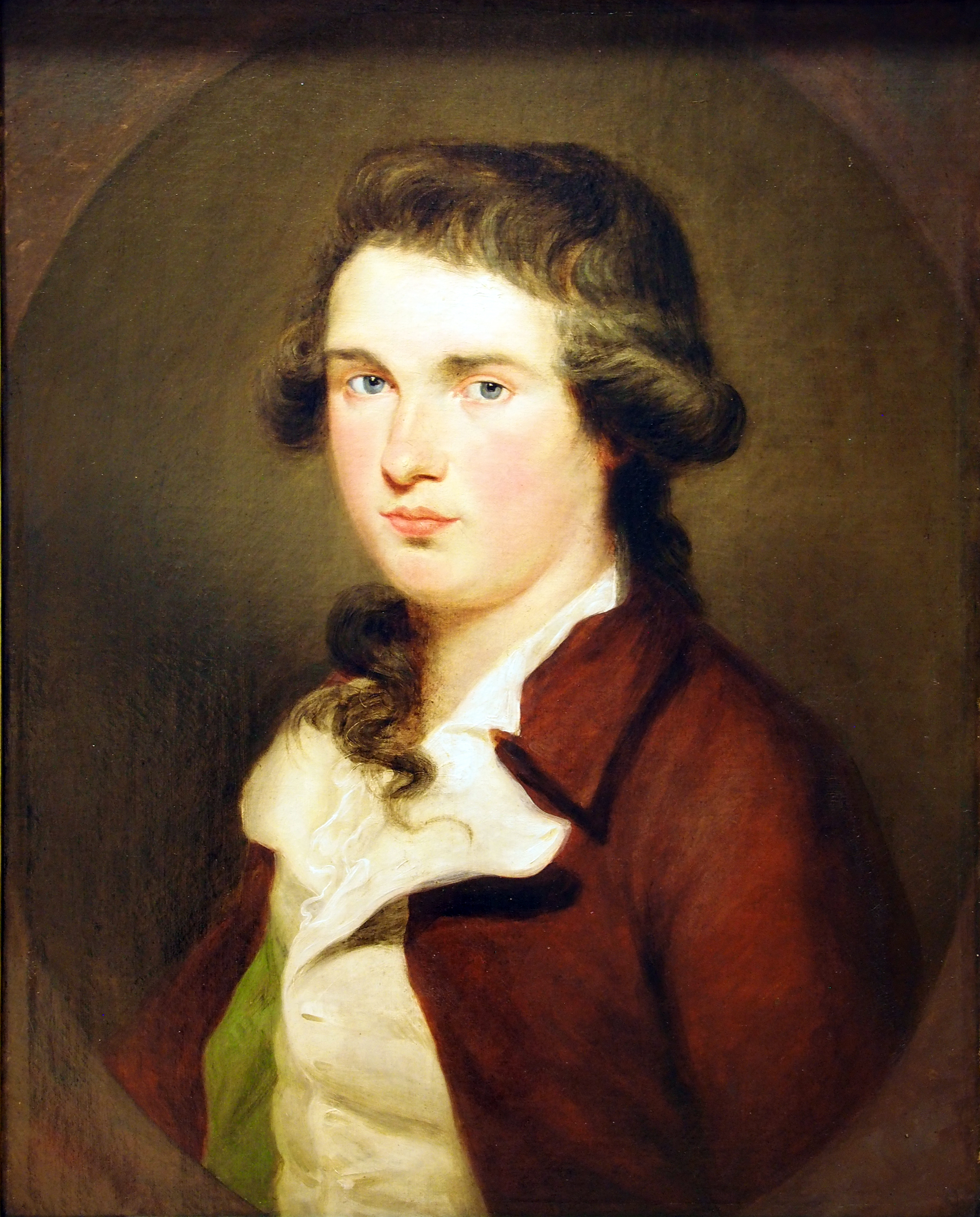
Selbstbildnis (Düsseldorf, 1782)

Friedrich „Fritz“ Bury (* 13. März 1763 in Hanau; † 18. Mai 1823 in Aachen) war Hofmaler der Fürstenhöfe von Kassel und Brüssel.

## Leben

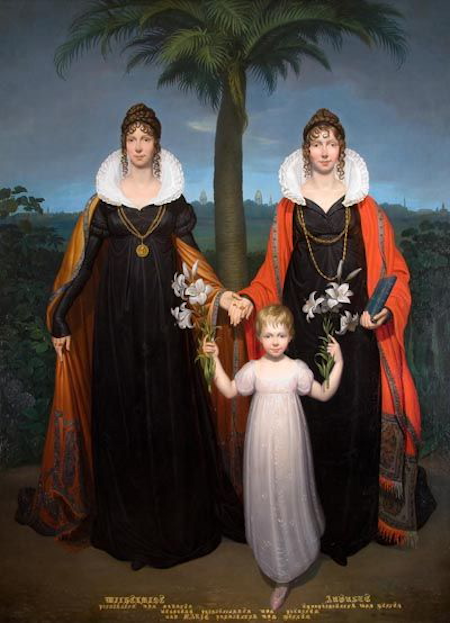
Gruppenbildnis mit Wilhelmine von Preußen (1774–1837), der späteren Königin der Niederlande und ihrer Schwester Auguste von Preußen (1780–1841), Kurprinzessin von Hessen-Kassel, und deren Tochter Marie von Hessen-Kassel (1804–1888) von Bury

Friedrich Bury war der zweite Sohn des Hanauer Ziseleurs und Graveurs Jean Jacques Bury d. J., Gründer der Bijouterie-Manufaktur Bury, Lehrer an der Hanauer Zeichenakademie und seiner Ehefrau Catharina, geb. Tessonier, Tochter des Hanauer Seidenstrumpfwebers Jean Tessonier. Er war ein Enkel des Strassburger Goldschmieds Johann-Jacob Bury d. Ä. Bury erhielt zunächst seine Ausbildung bei seinem Vater, sowie bei Anton Wilhelm Tischbein in Hanau, sowie ab 1780 an der Kunstakademie Düsseldorf, wo er sich mit Johann Heinrich Lips anfreundete. Mit ihm ging der 19-jährige Bury 1782 zunächst für zwei Monate nach Hanau und dann weiter nach Rom, Neapel und Oberitalien, um die italienischen Meister zu studieren. Mit Lips wohnte er bei dem Maler Johann Heinrich Wilhelm Tischbein, der mit weiteren deutschsprachigen Künstlern, darunter Heinrich Meyer und Johann Georg Schütz, in einer Art Wohngemeinschaft in der Via del Corso Nr. 18 lebte, heute als Museum Casa di Goethe bekannt, da Johann Wolfgang von Goethe über ein Jahr lang ebenfalls dort wohnte und arbeitete. Nach Goethes Abreise bewohnte Bury das ehemalige Tischbein-Atelier im zweiten Stock. Burys Vorbild war, leicht erkennbar, der Raffael-Lehrer Perugino, aber auch Fra Bartolommeo und Andrea Mantegna.
Durch Goethe lernte er in Rom seine zweite Mentorin, die Herzogin Anna Amalia von Sachsen-Weimar kennen. Im Auftrag seiner beiden Weimarer Mentoren fertigte Bury Kopien nach Meisterwerken an, jedoch nicht wie gewünscht des 15., sondern des 14. Jahrhunderts. Bury hatte Anna Amalia bis Venedig begleitet, wo Goethe bereits wartete. Es folgte eine gemeinsame Reise nach Padua, Vicenza, Verona und Ende Mai 1790 Mantua. Von dort kehrten Goethe und Anna Amalia nach Weimar zurück, Bury blieb.
Im August 1787 notiert Goethe in einem Brief, den er später in sein Buch Italienische Reise aufnimmt:

„Die große Hitze, welche sich nach und nach steigerte und einer allzu raschen Tätigkeit Ziel und Maß gab, machte solche Räume angenehm und wünschenswert, wo man seine Zeit nützlich in Ruh' und Kühlung zubringen konnte. Die Sixtinische Kapelle gab hierzu die schönste Gelegenheit... da denn gerade zu jener Zeit Bury und Lips Aquarellkopien in der Sixtinischen Kapelle für Grafen Fries zu fertigen hatten. Der Kustode ward gut bezahlt, er ließ uns durch die Hintertür neben dem Altar hinein, und wir hauseten darin nach Belieben. Es fehlte nicht an einiger Nahrung, und ich erinnere mich, ermüdet von großer Tageshitze, auf dem päpstlichen Stuhle einem Mittagschlaf nachgegeben zu haben. Sorgfältige Durchzeichnungen der unteren Köpfe und Figuren des Altarbildes, die man mit der Leiter erreichen konnte, wurden gefertigt, erst mit weißer Kreide auf schwarze Florrahmen, dann mit Rötel auf große Papierbogen durchgezeichnet.“

Nach Ausbruch des Zweiten Koalitionskriegs musste er 1799 Italien verlassen und kehrte nach Hanau zurück, dort schuf er zahlreiche Porträts seiner Verwandten, Bury und Roediger. Er versuchte zunächst in Weimar sich eine Existenz aufzubauen. Als dies scheiterte, ging er nach Kassel und Dresden, bevor er sich in Berlin niederließ und unter anderem in die Gesetzlose Gesellschaft zu Berlin eintrat. Von 1811 bis 1823 war Bury Mitglied der Preußischen Akademie der Künste und nahm fast regelmäßig an den Berliner Akademischen Kunstausstellungen teil.

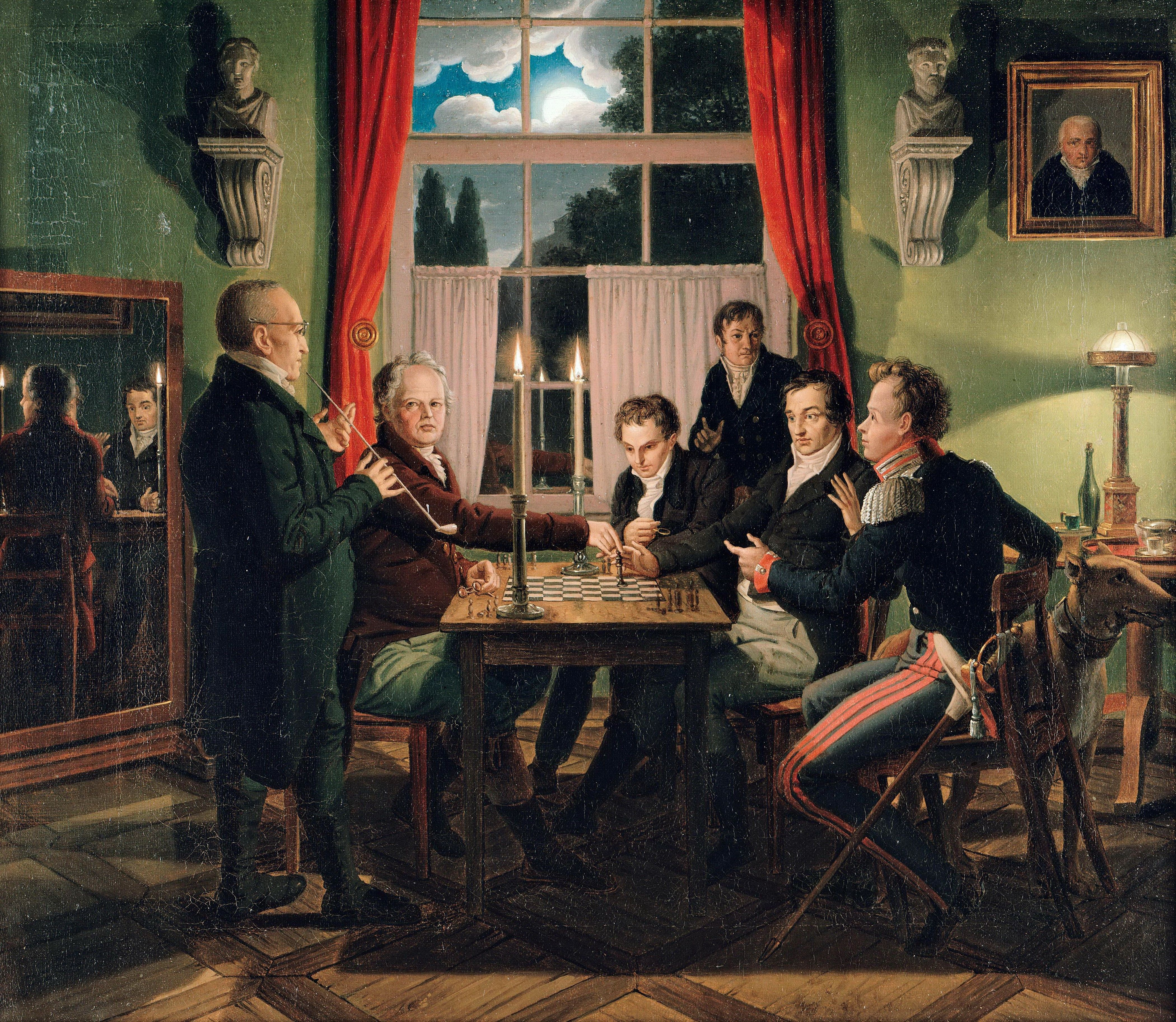
Bury (zweiter von rechts) beim Schachspiel im Berliner Palais Voss um 1818

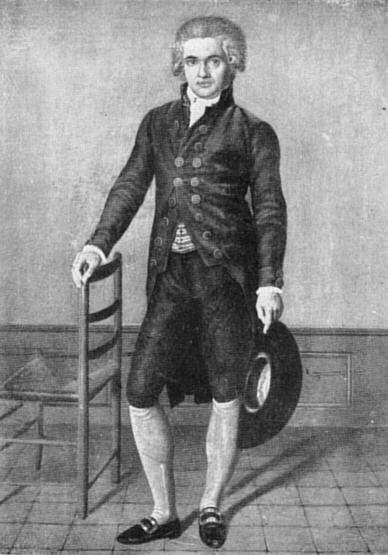
Fritz Bury, Kupferstich von Johann Heinrich Lips (ca. 1806)

Neben Porträts und Historienbildern schuf Friedrich Bury vor allem Kopien alter Meister als Aquarelle. Beispiele für seine Porträtmalerei sind die beiden Kreideporträts Goethes aus dem Jahr 1800: Zum einen Goethe als Theaterdirektor in Weimar, das ihm reichlich Spott seiner Zeitgenossen eintrug, zum anderen ein weiteres Porträt in Kreide (auf Karton), das von Goethe erworben wurde. Goethe hat Bury in seinem Winckelmann und in Kunst und Alterthum erwähnt.

## Ausstellungen
- 2013: Der Maler Friedrich Bury (1763–1823). Goethes „zweiter Fritz“. Historisches Museum Hanau, Schloss Philippsruhe, Katalog.

## Galerie

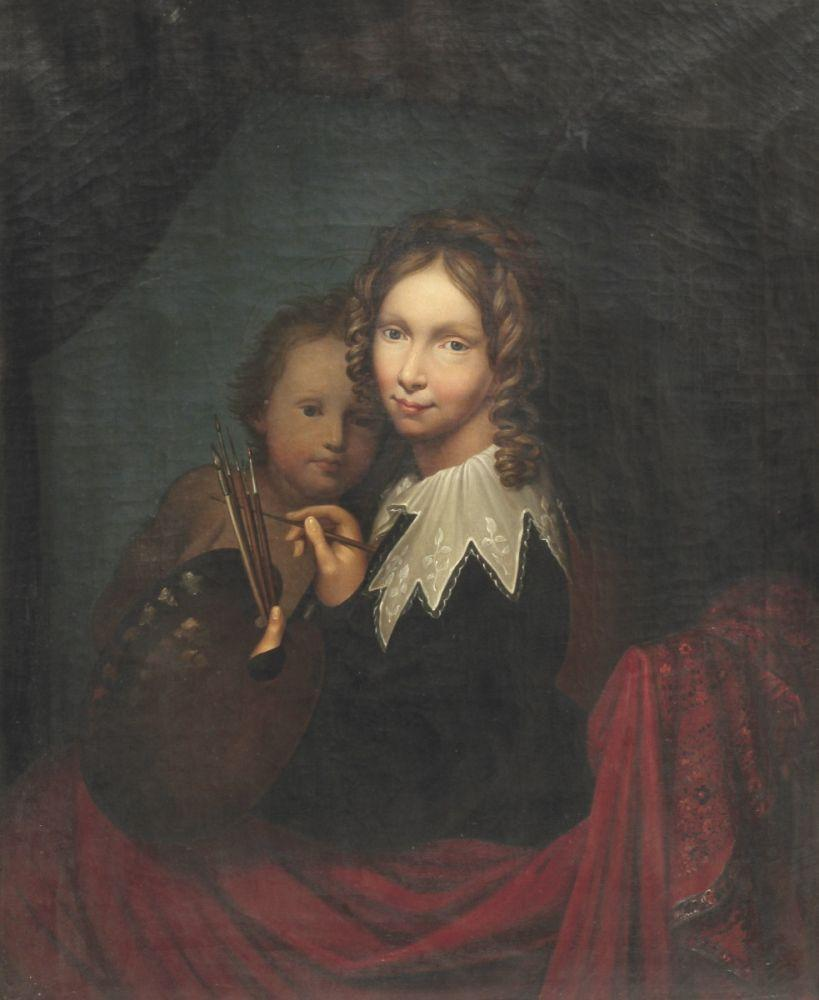
Kurprinzessin Auguste die Sixtinische Madonna kopierend
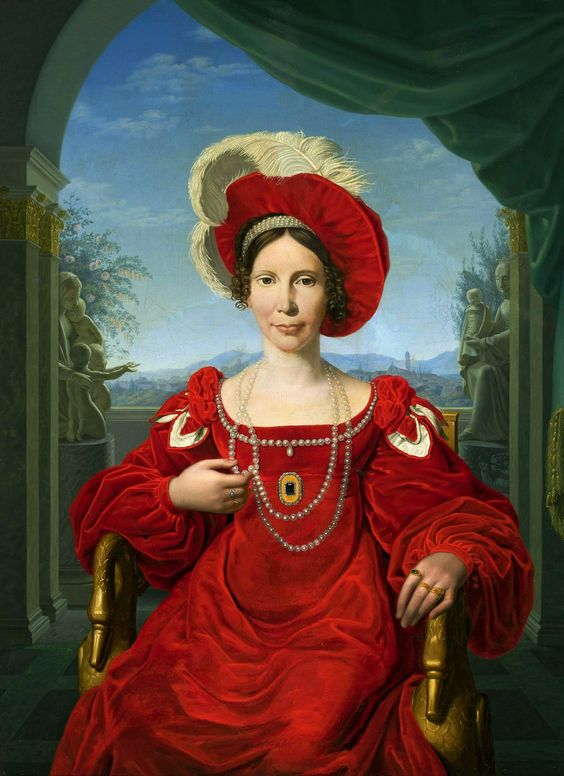
Auguste von Preußen (1780-1841)
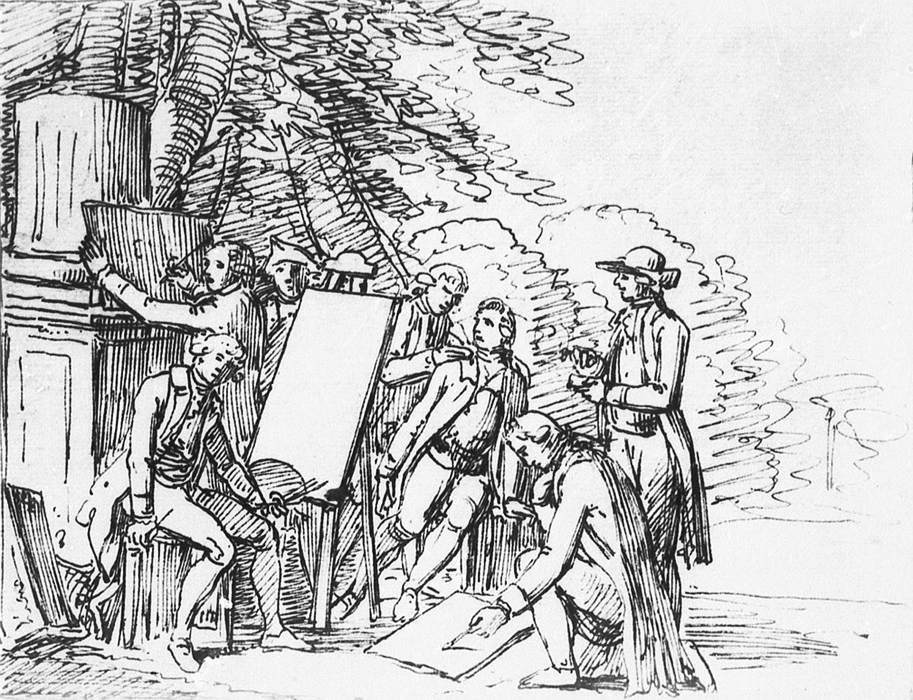
Goethe und seine italienischen Freunde (um 1787)
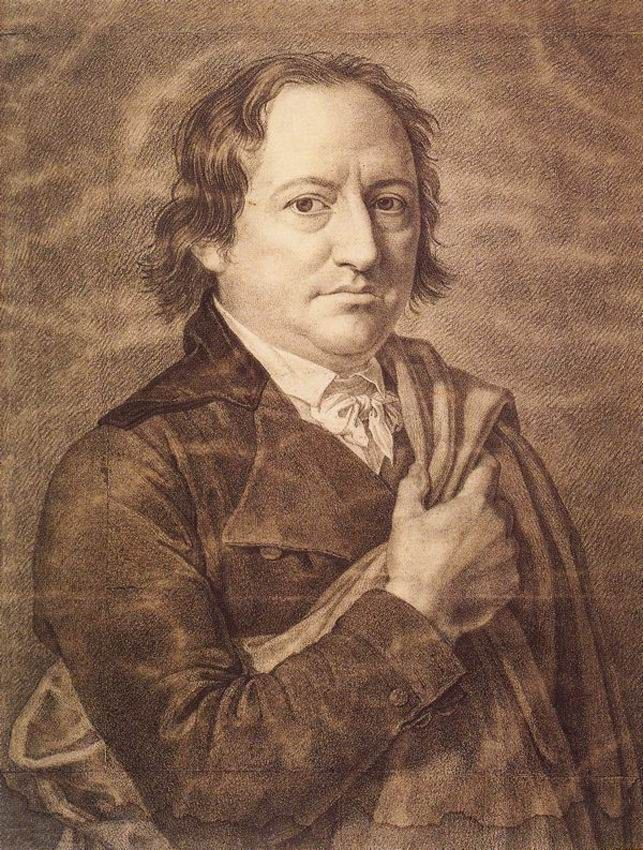
Goethe (Kreidezeichnung, 1800)
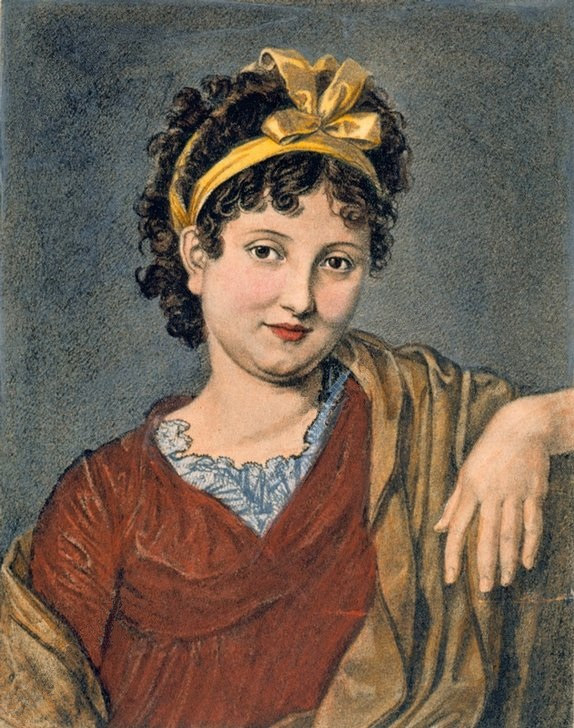
Friederike Vohs (lange für Christiane Vulpius gehalten)
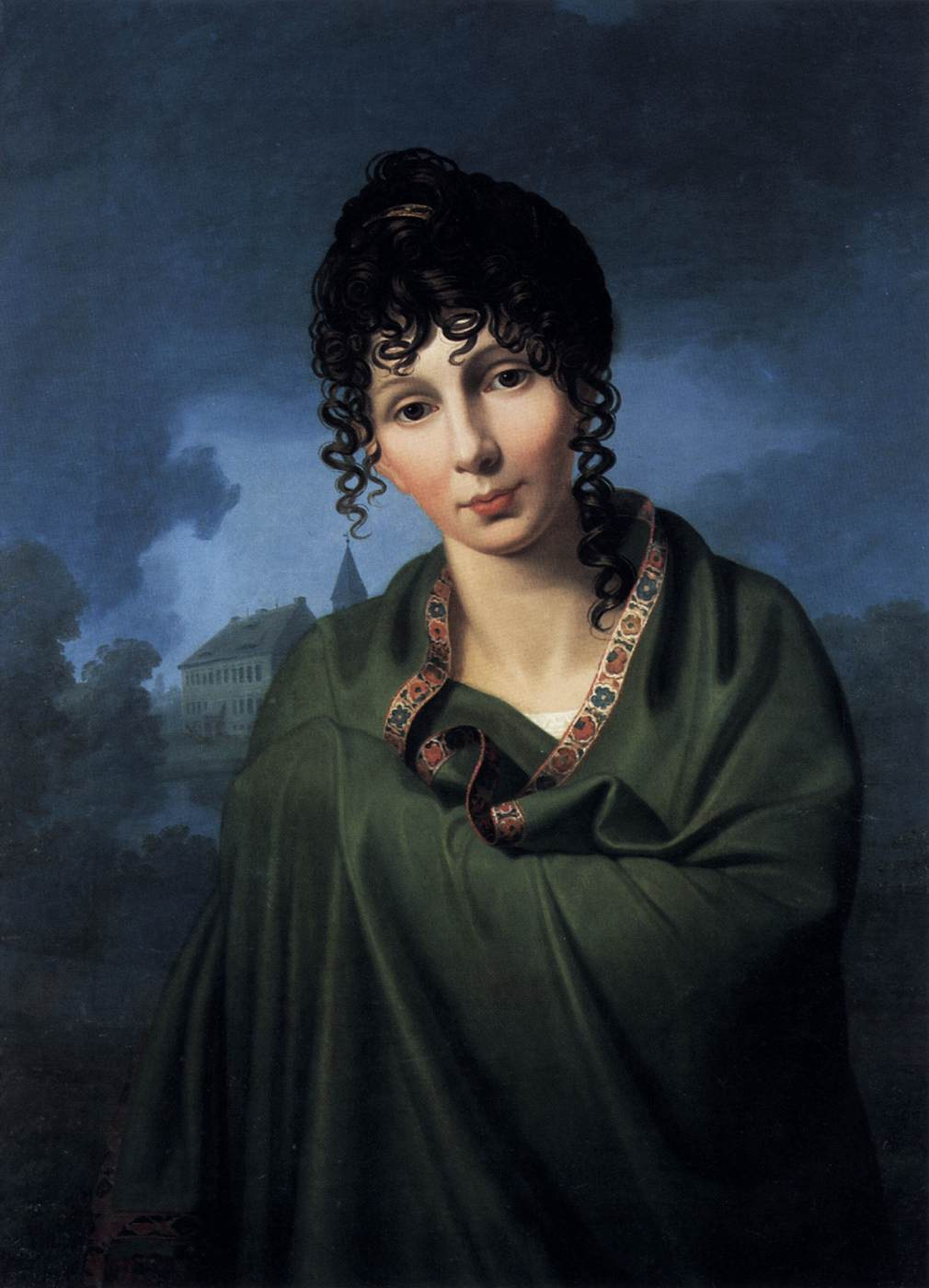
Gräfin Luise von Voss (1810)
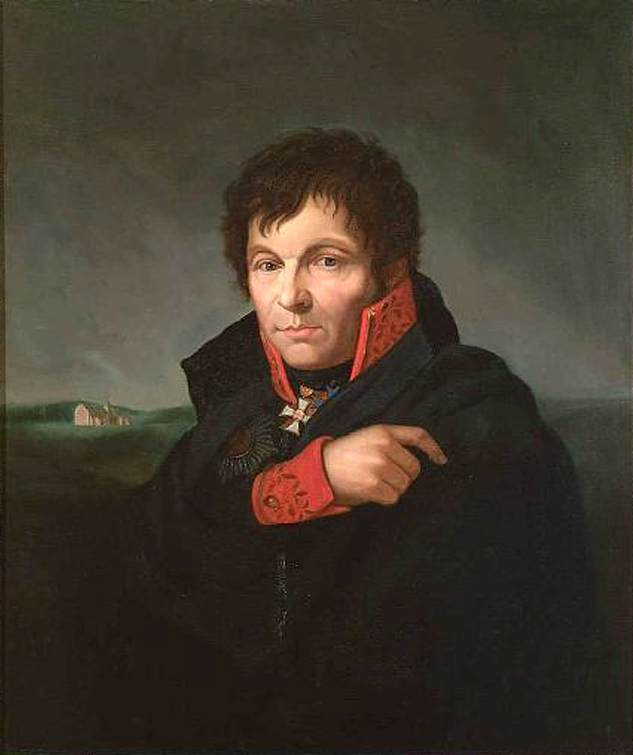
Gerhard von Scharnhorst (um 1810)